# Ленцитес берёзовый
Ленци́тес берёзовый (лат. Lenzites betulinus) — вид грибов, входящий в род Ленцитес (Lenzites) семейства Полипоровые (Polyporaceae). Один из широко распространённых грибов, вызывающих белую гниль древесины, нередко разрушающий фундаменты необработанных деревянных домов. Его распространённость считается одним из показателей влияния человека на природную среду.

## Описание
Плодовые тела однолетние, лишённые ножки, часто располагающиеся ярусами по субстрату, полурозеточной формы, довольно тонкие, с острым краем 1—5×2—10 см. Верхняя поверхность зонистая, с войлочным или бархатистым, реже волосистым опушением, изначально белая, затем темнеющая до серой или кремовой, часто покрывающаяся разнообразно окрашенными водорослями.
Гименофор представлен радиально расположенными пластинковидными порами, часто ветвящимися, иногда переплетающимися, беловатый, затем светло-кремовый и жёлтовато-охристый.
Гифальная система тримитическая. Генеративные гифы маловыраженные, тонкостенные, разветвлённые. Скелетные гифы наиболее многочисленные, толстостенные или вовсе сплошные. Связывающие гифы также толстостенные, располагающиеся в гимении наподобие цистид, однако не восходящие над его поверхностью. Цистиды отсутствуют. Базидии четырёхспоровые, булавовидной формы. Споры неокрашенные, неамилоидные, цилиндрические, с тонкими стенками, 5—6×2—3 мкм.
Ленцитес не содержит каких-либо ядовитых веществ и не обладает неприятным вкусом, однако его жёсткие плодовые тела не дают причислять его к съедобным грибам.

### Сходные виды
Сверху ленцитес очень напоминает некоторые виды рода Траметес (траметес разноцветный, траметес жестковолосистый), однако сразу же определяется по пластинчатому гименофору. У других трутовиковых грибов с пластинчатым гименофором (например, у рода Глеофиллум) он окрашен темнее.
Из других видов рода ленцитес в России также известны ленцитес острый и ленцитес Варнье. Первый — дальневосточный вид отличается голыми тёмноокрашенными плодовыми телами и кремовой мякотью, второй — южный вид, известный с юга Сибири и Дальнего Востока, из Краснодарского края, отличается более толстыми плодовыми телами, толстыми пластинками.

## Ареал и экология
Ленцитес — космополит, более часто встречающийся в умеренной зоне Северного полушария.
Ленцитес берёзовый — сапротроф, произрастающий на пнях, сухостое и валеже самых разнообразных пород деревьев (наиболее часто — на берёзе). Первоначально описан как обитающий только на берёзе (что отражено в названии), однако впоследствии было показано, что ленцитесы с других деревьев также принадлежат к этому виду. Плодовые тела однолетние.

## Таксономия

### Название
Ленцитес берёзовый был впервые описан Карлом Линнеем в сборном роде пластинчатых грибов. В 1838 году известный шведский миколог Элиас Магнус Фрис по нему описал новый род Lenzites, назвав его по имени немецкого миколога Харальда Отмара Ленца.
Научное название гриба часто записывается в женском роде — betulina, как было первоначально указано Фрисом. Однако согласно статье 62.4 Международного кодекса по номенклатуре водорослей, грибов и растений роды с окончанием -ites должны приниматься в мужском роде в независимости от того, какими они считались в первой публикации. Следовательно, правильное название — Lenzites betulinus.

### Синонимы
- Agaricus betulinus L., 1753basionym
- Agaricus coriaceus Bull., 1789, nom. illeg.
- Agaricus flaccidus Bull., 1788
- Agaricus hirsutus Schaeff., 1774, nom. superfl.
- Agaricus tomentosus Lam., 1778
- Agaricus versicolor Planer, 1788, nom. illeg.
- Apus coriaceus (Bull.) Gray, 1821
- Cellularia betulina (L.) Kuntze, 1898
- Cellularia cinnamomea (Fr.) Kuntze, 1898
- Cellularia flaccida (Bull.) Kuntze, 1898
- Cellularia hirsuta (Schaeff.) Kuntze, 1898, nom. superfl.
- Cellularia interrupta (Fr.) Kuntze, 1898
- Cellularia junghuhnii (Lév.) Kuntze, 1898
- Cellularia pinastri (Kalchbr.) Kuntze, 1898
- Cellularia sorbina (P.Karst.) Kuntze, 1898
- Cellularia umbrina (Fr.) Kuntze, 1898
- Daedalea betulina (L.) Rebent., 1804
- Daedalea cinnamomea (Fr.) E.H.L.Krause, 1928
- Daedalea coriacea (Bull.) Pers., 1818
- Daedalea flaccida (Bull.) E.H.L.Krause, 1928
- Daedalea interrupta Fr., 1830
- Daedalea variegata Fr., 1818
- Gloeophyllum cinnamomeum (Fr.) P.Karst., 1882
- Gloeophyllum hirsutum (Schaeff.) Murrill, 1903
- Lenzites berkeleyi Lév., 1846
- Lenzites betuliniformis Murrill, 1908
- Lenzites cinnamomeus Fr., 1851
- Lenzites connatus Lázaro Ibiza, 1916
- Lenzites cyclogrammus Pat., 1907
- Lenzites flaccidus (Bull.) Fr., 1838
- Lenzites flaccidus var. nitens Speg., 1889
- Lenzites hispidus Lázaro Ibiza, 1916
- Lenzites isabellinus Lloyd, 1922
- Lenzites japonicus Berk. & M.A.Curtis, 1858
- Lenzites junghuhnii Lév., 1844
- Lenzites ochraceus Lloyd, 1922
- Lenzites pertenuis Lloyd, 1922
- Lenzites pinastri Kalchbr., 1874
- Lenzites sorbinus P.Karst., 1881
- Lenzites subbetulinus Murrill, 1912
- Lenzites umbrinus Fr., 1838
- Merulius betulinus (L.) Wulfen, 1786
- Merulius squamosus Schrad. ex J.F.Gmel., 1792, nom. superfl.
- Sesia hirsuta (Schaeff.) Murrill, 1903
- Trametes betulina (L.) Pilát, 1939